# Карло Контаріні
Карло Контаріні (італ. Carlo Contarini) — 100-й венеційський дож у 1655—1656 роках.

## Біографія
Належав до старовинного патриціанського роду. Син Андреа Контаріні з гілки Сан-Феліче та Єлізабетти Морозіні. Його батько помер через десять днів після його народження. Таким чином, він став спадкоємцем великого статку.
У червні 1598 року увійшов до посольства до папи римського Климента VIII, який захопив Феррарське герцогство. Того ж року був у складі посольства до Мілану, яке вітало Альбрехта Австрійського. 1600 року був у венеційському посольстві, яке вітало шлюб австрійського ерцгерцога Фердинанда Габсбурга та Марії Анни Віттельсбах у Граці. Тут Контаріні виявив сою кмітливість, блискучим прийомом вирішивши суперечку, що виникла між Анджело Бадоером, очільником посольства Венеції, та пфальцьким курфюрстом Фрідріхом IV.
20 лютого 1601 року він одружився з Паоліною Лоредан, яка принесла йому посаг у 26 тис. дукатів. Від неї у нього було четверо синів (два Лоренцо, Джан Баттіста, Андреа) і чотири доньки (Чечілія, Лоренца, Корнелія та Єлізабетта). У 1606—1608 роках був подестою Фельтре, де згладив напруженість усередині «народного» стану (дрібних і середніх буржуа), який вимагав більшого представництва в комунальній раді, і не обмежував постачання зерна, незважаючи на лютий голод.
За цим відійшов від громадської та державної діяльності до 1622 року, коли призначається подестою Верони. Він вжив енергійних заходів проти бандитської діяльності. Йому вдалося перемогти їхнього ватажка Маріотто даль Монте та ув'язнити його в Мантуї. Також намагався боротися з контрабандою зерна. Він продавав пшеницю за зниженою ціною для 17 тис. бідних осіб тричі на тиждень, за максимальною ціною 32 ліри за стадіо. Землевласники протестували проти цього, стверджуючи, що ціна нижча за їхню точку беззбитковості. Контаріні також запровадив заборони на експорт у бідні провінції. Але його транспортний контроль призвів до зростання кількості підроблених дозволів на перевезення.
1624 року стає спочатку членом Ради десяти, а згодом Сенату, який залишив після нещасного випадку 1629 року. 1630 року призначається цензором. У 1630—1631 роках на посаду проведитора Тревізо й Бассано боровся з епідемією чуми. Місцеві лікарні ретельно контролювалися, але водночас пріоритетом мало водопостачання міст, іноземних жебраків виганяли, сміття прибирали. 10 серпня 1631 року стає проведитором Істрії, де також боровся з чумою.
У 1637—1638 роках був капітаном Брешії. Він спробував стягнути непогашені борги комуни, які були затримані під приводом неповноти перепису населення. Крім того, він звертав увагу на стягнення митних зборів на важливу торгівлю шовком. Протягом 1640-х років був членом Сенату, державної інквізиції, авагадорії, очолював монетний двір. Потім знову повернувся до приватного життя.

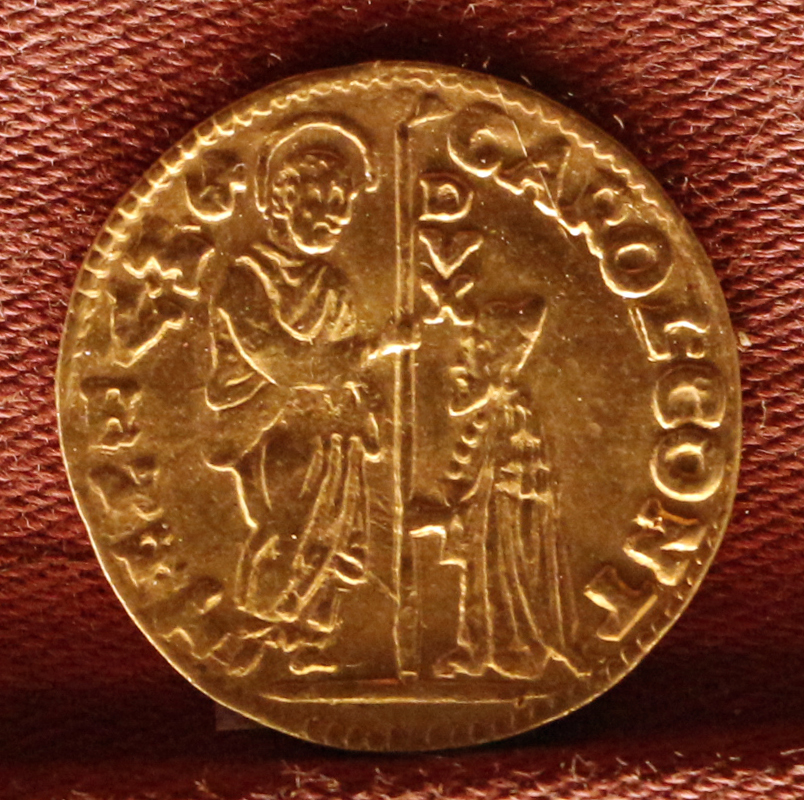
Цехін Карло Контаріні

27 березня 1655 року його було обрано дожем після 68 туру як компромісного кандидата, оскільки він був союзником усіх фракцій і був достатньо старим, щоб не очікувати тривалого правління. 
Прагнув примирити різні фракції, що розділяли Венецію. Тривала війна Венеції з Османською імперією за володіння Критом тривала протягом усього його 13-місячного правління.
Контаріні захворів на початку 1656 року і, після серії невдалих лікувань, помер у Венеції 1 травня 1656 року.